# 中繼鏈接
中繼（Trunking）是一個藉由分享一段相同的線路或是頻率而不是單獨提供它們，來提供網路連接給眾多用戶的方法，類似於樹幹與許多樹枝的結構。此方法被廣泛的運用於電話系統、常用於警察機關的雙向無線電，以及網際網路中。
主幹（trunk）是兩端點中的單一傳輸頻道，端點都是交換中心（switching center）或是節點（node）。

## 網際網路
在網際網路中，中繼链接（Trunking）是一種俗稱，廣泛用於Link Aggregation與VLANS。

### 鏈路聚合
链路聚合是利用並聯的方式將多個網路線或端口集合在一起，使傳輸速度超越原先單一網路線或端口的效率，例如：將2條100Mbps的網路線透過Link Aggregation Control Protocol之後，頻寬可提升至200Mbps，應用於交換器之間的連接。
常見的協議有链路聚合控制協議(Link Aggregation Control Protocol)、PAgP及EtherChannel。

### VLANS
Avaya與Cisco應用在VLAN上的Trunking是指將不同網段的VLAN群，能夠透過單一的網路線傳送資料至相對應的VLAN。
使用的“trunking protocol”有IEEE_802.1Q與Cisco Inter-Switch Link協議，其邏輯為在資料中增加一個標籤(Tag)標示出所屬的VLAN，當資料傳送到另一端的VLAN群時，交換器可根據標籤得知資料該傳送到哪個VLAN。例如：同大樓中，1F的IT部門與5F的IT部門要互傳資料時，透過trunking potocol使資料只會在IT部門間互傳而不會誤送到其他部門。